# Kookboek van Apicius

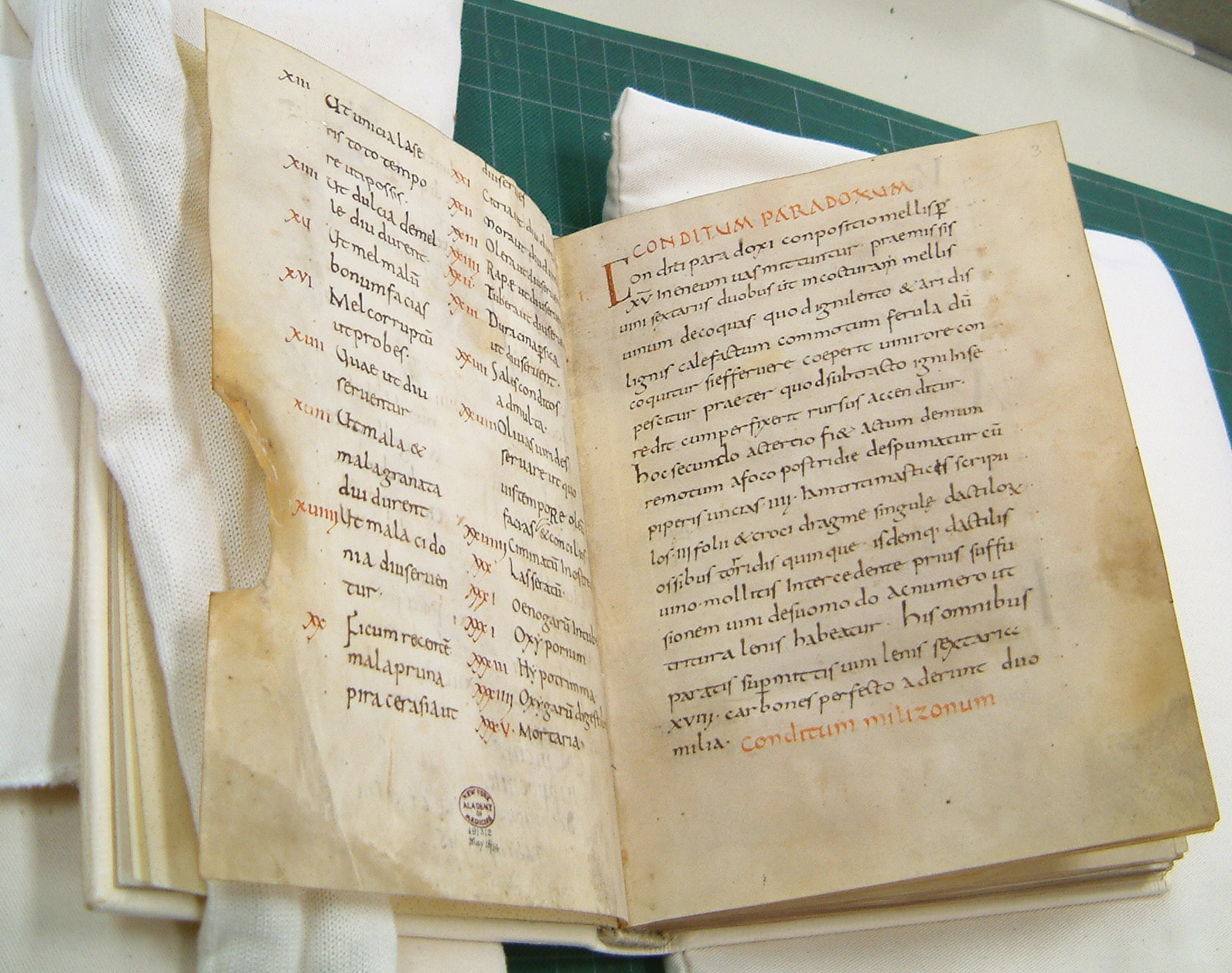
Manuscript uit ca. 900 n.Chr. met een afschrift van het kookboek van Apicius

Op de naam van Apicius is het enige kookboek uit de klassieke oudheid overgeleverd, met de titel De re coquinaria (‘Onderwerp koken’). De bedoelde Apicius was Marcus Gavius Apicius, een beruchte smulpaap uit de tijd van keizer Tiberius. 
Het kookboek stamt in de vorm waarin het is overgeleverd echter uit de 4de eeuw na Christus en bevat recepten van de Griekse periode tot de vierde eeuw. 
Door humanisten is het kookboek daarom ook wel toegeschreven aan een andere Apicius die ze Caelius Apicius noemden op grond van het feit dat boven een van de twee handschriften van het kookboek de woorden “API CAE” staan. De kern van het kookboek gaat echter terug op een receptenverzameling van de bekende Apicius uit de eerste eeuw. De rest is een compilatie uit latere eeuwen die ook op zijn naam is gezet.

## Inhoud vanDe re coquinaria
Van Apicius is bekend dat hij twee kookboeken had geschreven, een algemeen kookboek en een kookboek over sauzen. Beide boeken zijn in het bewaard gebleven kookboek samengebracht. Welke recepten uit De re coquinaria daartoe behoren is onduidelijk. 
Wél is duidelijk dat een aantal recepten in ieder geval niet van Apicius stammen. Sommige recepten dragen bijvoorbeeld namen van personen die na Apicius leefden, zoals de keizers Vitellius, Trajanus, Commodus en Julianus. Er zijn ook recepten die duidelijk niet uit de luxe traditie van Apicius komen, maar uit landbouwtractaten stammen of uit medisch-diëtistische geschriften.
De compilator heeft de recepten ingedeeld in 10 boeken, waarbij hij de weelderige gerechten combineerde met de wat simpelere. Opmerkelijk is dat de recepten niet in een elegante schrijftaal zijn geschreven, maar in eenvoudige spreektaal. Deze volkstaal is ook in recepten die vrijwel zeker op Apicius zelf teruggaan herkenbaar, wat doet vermoeden dat de vierde-eeuwse compilator de recepten in zijn eigen stijl heeft herschreven.
Er zijn 2 afschriften van het kookboek van Apicius bewaard gebleven. Beide manuscripten zijn digitaal raadpleegbaar. Het ene manuscript is geschreven rond het jaar 830 in het benedictijnenklooster van Fulda. Het bevindt zich in de New York Academy of Medicine Library en is niet geïllustreerd. Het Fulda manuscript is geschreven in het Latijn door meerdere schrijvers, zowel in Angelsaksisch schrift als Karolingische minuskel.
Het Vaticaan manuscript van Apicius, het oudste overgebleven manuscript, werd in de 9e eeuw geschreven in de abdij van Sint-Maarten in Tours en reisde vervolgens naar Bologna en Urbino voordat het in 1658 terecht kwam bij de Vaticaanse Bibliotheek, Biblioteca Apostolica Vaticana, Urb.lat.1146.

## De recepten inDe re coquinaria
De recepten in het kookboek van Apicius bestaan veelal uit opsommingen van ingrediënten. Bereidingswijzen worden nauwelijks aangegeven en ook hoeveelheden ontbreken. Het recept voor groentesoep van zwartmoeskervel luidt in vertaling bijvoorbeeld als volgt:
"Groentensoep van zwartmoeskervel: Gekookt in water met zuiveringszout en uitgeknepen hak je het fijn, en maal je peper, lavaszaad, gedroogd bonenkruid met ui, garum, olie en wijn."
In de recepten worden dieren verwerkt die we tegenwoordig niet meer eten, zoals pauw, kraanvogel, tortel en flamingo. Ook orgaanvlees als varkensuier en baarmoeder van jonge zeug worden tegenwoordig niet meer gegeten. Daar tegenover staan echter recepten die ook tegenwoordig nog prima gemaakt kunnen worden, zoals linzensoep, gebakken worteltjes, patina (een soort omelet of tortilla).
Een typisch ingrediënt is ook garum, Romeinse saus van gefermenteerde vis. De saus geeft een zoute smaak aan veel recepten uit het kookboek van Apicius. 
De recepten worden verder gekenmerkt door het veelvuldig gebruik van kruiden en specerijen als koriander en komijn en door de combinatie van zoet met hartig (bijvoorbeeld door het gebruiken van honing en garum).